# Крутішка
Круті́шка (рос. Крутишка) — село у складі Шелаболіхинського району Алтайського краю, Росія. Адміністративний центр Крутішинської сільської ради.

## Населення
Населення — 1087 осіб (2010; 1329 у 2002).
Національний склад (станом на 2002 рік):
- росіяни — 95 %